# Iulie 1995
Acest articol este generat integral pe baza informațiilor din articolul 1995 și este actualizat periodic de un robot.
 Editările făcute în articol vor fi șterse la următoarea actualizare! Dacă doriți să faceți modificări, editați articolul-sursă.

ianuarie -
februarie -
martie -
aprilie -
mai -
iunie -
iulie -
august -
septembrie -
octombrie -
noiembrie -
decembrie
Iulie 1995 a fost a șaptea lună a anului și a început într-o zi de sâmbătă.

## Evenimente
- 6 iulie: Abolirea pedepsei cu moartea în Africa de Sud.
- 11 iulie: Masacrul de la Srebrenica: Trupe sârbo-bosniace condusă de Ratko Mladić, au invadat localitatea Srebrenica, care se afla sub protecția trupelor ONU. Peste 8.000 de musulmani au murit.
- 13 iulie: Republica Moldova și Albania devin cel de-al 35-lea și 36-lea stat membru al Consiliului Europei.
- 23 iulie: Asociația Turismului în România (ATR) și-a adjudecat pachetul majoritar de acțiuni la Hotel Intercontinental București.
- 24 iulie: Guvernul a încheiat un acord social cu sindicatul CNSLR-Frăția prin care se angajează să majoreze salariile cu 10% față de 1994 și să nu impoziteze veniturile mai mici de 75.000 lei. În schimb liderii sindicali promit că nu vor mai organiza greve. Cartel „Alfa” și BNS au părăsit masa negocierilor.

## Nașteri
- 1 iulie: Krzysztof Piątek, fotbalist polonez
- 4 iulie: Post Malone, cântăreț american
- 8 iulie: Elvir Koljić, fotbalist bosniac
- 9 iulie: David Andronic, fotbalist moldovean
- 11 iulie: Alina Stremous, biatlonistă moldoveană
- 12 iulie: Luke Shaw, fotbalist englez
- 14 iulie: Serge Gnabry, fotbalist german
- 14 iulie: Daniel Popa, fotbalist român
- 15 iulie: İrfan Kahveci, fotbalist turc
- 19 iulie: Marko Rog, fotbalist croat
- 20 iulie: Moussa Sanoh, fotbalist olandez
- 22 iulie: Marília Mendonça, cântăreață, compozitoare și instrumentista braziliană (d. 2021)
- 25 iulie: Maria Sakkari, jucătoare de tenis greacă
- 26 iulie: Sebastián Athié, actor și cântăreț mexican (d. 2020)

## Decese
Maria Marinescu-Himu, 87 ani, traducătoare română (n. 1907)
Bob Ross (Robert Norman Ross), 52 ani, pictor american (n. 1942)
Petre Cristea, 86 ani, pilot de raliuri român (n. 1909)
Pál Kovács, 82 ani, scrimer olimpic maghiar (n. 1912)
Oles Honcear, scriitor ucrainean și sovietic (n. 1918)
Mordechai Gur, 65 ani, politician israelian (n. 1930)
Juan Manuel Fangio, 84 ani, pilot argentinian de Formula 1 (n. 1911)
Maša Haľamová, 86 ani, poetă slovacă (n. 1908)
Pierre Barbet, scriitor francez (n. 1925)
Ion Cristoreanu, cântăreț român (n. 1925)
Constantin Anastasatu, 77 ani, medic român, membru titular al Academiei Române (n. 1917)